# Вонтиго Камингс
Вонтиго Марфик Камингс (енгл. Vonteego Marfeek Cummings; Томсон, Џорџија, 29. фебруар 1976) је бивши амерички кошаркаш. Играо је на позицији плејмејкера.

## Каријера
Студирао је и играо кошарку на универзитету Питсбург од 1995. до 1999, након чега је на НБА драфту одабран као 26. пик од стране Индијана пејсерса. Исте ноћи је трејдован у Голден Стејт вориорсе. Провео је две сезоне у Ворирсима, у којима клуб није успео да избори плејоф. У првој сезони је на 75 одиграних утакмица бележио 9,4 поена, док је у другој на 66 утакмица имао просек од 7,3 поена по мечу.
Пред почетак 2001/02. сезоне је трејдован у Филаделфија севентисиксерсе. У овом клубу је имао доста мању улогу. На 58 одиграних утакмица је бележио тек 3,3 поена по мечу, а забележио је и један наступ у НБА плејофу, када је на терену провео тек један минут. Први европски ангажман је имао у сезони 2003/04, када је наступао за италијанског друголигаша Карисбо Кастелмађоре, где је бележио 13 поена по сусрету.
У септембру 2004. долази у Србију и потписује уговор са Хемофармом. Са вршачким клубом стиже до полуфинала УЛЕБ купа (данашњи Еврокуп). Тамо су елиминисани у двомечу од грчког Македоникоса, након што су испустили 23 поена предности из Вршца. Камингс у вршачком клубу није завршио сезону, јер је средином априла 2005, пред почетак Суперлиге СЦГ, одлуком тренера Жељка Лукајића отпуштен. Он је тако пропустио прилику да освоји трофеј Јадранске лиге, јер је Хемофарм 1. маја 2005. у финалу регионалног такмичења савладао Партизан резултатом 89:76 у Хали Пионир. Камингс је у дресу Хемофарма у просеку бележио 10,8 поена и 3,4 асистенције у УЛЕБ купу и 10,5 поена и 2,5 асистенција у Јадранској лиги.
Сезону 2005/06. је почео наступајући у НБА развојној лиги за екипу Форт Ворт флајерса. Ипак крајем јануара 2006. се враћа у Србију, и потписује за Партизан, у који је дошао као замена за Џералда Брауна који је претходно отпуштен. Дошао је у клуб кад је Партизан већ изгубио све шансе да се пласира у ТОП 16 фазу Евролиге, па је у овом такмичењу наступио на само једном мечу, 8. фебруара 2006, у поразу (79:92) од московског ЦСКА у Пиониру. Камингс је у Јадранској лиги просечно бележио 13,6 поена и 2,5 асистенција по утакмици, али црно-бели нису успели да освоје регионални трофеј, јер су у финалу фајнал-ејт турнира у Сарајеву поражени од ФМП-а. Ипак у јуну 2006, Камингс са црно-белима осваја титулу првака СЦГ.
Током лета 2006. је играо летњу лигу, са жељом да пронађе НБА ангажман. Ипак како то није успео, вратио се у Партизан у септембру 2006. Помогао је Партизану да по први пут у историји дође до трофеја Јадранске лиге. За разлику од прошле сезоне, овај пут се играо плеј-оф, у којем је Партизан у финалу савладао ФМП укупним резултатом 2:0 у победама. Камингс је био најбољи стрелац црно-белих у овом двомечу. Први меч у Железнику је завршио са 26 поена, док је на реваншу у Пиониру имао 11 поена. Партизан је у овој сезони успео да избори пласман у Топ 16 фазу Евролиге, што му претходних пет сезона није успело. Камингс је на укупно 20 мечева Евролиге 2006/07. бележио 12,9 поена и 3,4 асистенције по мечу. У јуну 2007. Камингс са црно-белима осваја и титулу првака Србије.
У јуну 2007. је потписао двогодишњи уговор са Макабијем из Тел Авива. У израелском клубу није успео понови партије из Партизана, па је након једне сезоне раскинут уговор. Сезону 2008/09. је почео у шпанском Естудијантесу, али у овом клубу се није дуго задржао. Одиграо је само 11 утакмица АЦБ лиге, на којима је бележио просечно 6,7 поена и 2,6 асистенција, након чега је дошло до раскида уговора. У јануару 2009. поново долази у српску кошарку, и потписује уговор са Војводином Србијагас. Новосадски клуб је у тој сезони играо у Јадранској лиги, а Камингс је дошао да помогне у борби за опстанак. Бележио је просечно 8,9 поена и 2,8 асистенција по утакмици, али је Војводина на крају ипак заузела последње место и испала из регионалног такмичења. У марту 2009. напушта Војводину и проналази трећи ангажман у овој сезони. Потписује за загребачку Цедевиту до краја сезоне.
Од 2009. до 2012. је по једну сезону провео у грчком Илисијакосу, кипарском Керавносу и пољском Трефл Сопоту. Након две и по године без клуба, Камингс у јануару 2015. потписује за Атенијесес де Манати из Порторика. У овом клубу се задржао тек два месеца, након чега је добио отказ.

## Успеси

### Клупски
- Партизан:
  - Првенство СЦГ / Првенство Србије (2): 2005/06, 2006/07.
  - Јадранска лига (1): 2006/07.

- Макаби Тел Авив:
  - Лига куп Израела (1): 2007.

- Трефл Сопот:
  - Куп Пољске (1): 2012.

### Појединачни
- Најкориснији играч финала Јадранске лиге (2): 2005/06, 2006/07.